# 趙南起
赵南起（1927年4月20日—2018年6月17日），朝鲜族，中华人民共和国政治人物，原副国级领导人。中国人民解放军上将，原解放军总后勤部部长兼党委书记，中央军委委员，中国人民解放军军事科学院院长，第九届全国政协副主席 。:2

## 生平

### 出身
赵南起1927年4月20日出生于日占朝鲜忠清北道清原郡的一个农民家庭，本贯丰壤赵氏。在家中排行第四。他的祖父赵东植是清原郡1919年三一运动的筹划和组织者之一。由于清原郡地处京畿道、忠清北道、忠清南道三道交界处，赵东植发起的反日运动影响到三个道，并震动京城，是当时轰动一时的大事。三一运动被日本人镇压后，赵东植被关押在汉城大同门监狱。面对日本人的严刑拷打和威胁利诱，他始终不背叛信仰。经过长期关押迫害后，释放后，赵东植一言一行都被日本人监视，并多次被拘留。:3-4
日本统治下的朝鲜学实行的是日式教育。赵东植对此不屑一顾，将长子赵龙九（赵南起的父亲）送进朝鲜私塾学习:4。赵南起8岁开始上学。在当时日本统治下的朝鲜学校，学生每天上课的第一件事就是唱日本国歌，赵南起每次都站着闭口不唱。朝鲜语在学校也被禁止使用，学生说朝鲜语就会被罚款。赵南起学习很用心，但每次课上回答问题他都只说朝鲜语，因此总是被罚款，但他也从不屈服。最终，家人让他退了学，进入可以说朝鲜语的私塾学习。但没多久，日本人为了彻底消灭朝鲜民族文化下令关闭了所有朝鲜私塾。他因此被迫辍学。但朝鲜乡间还是有许多夜校，他就白天在田里干活，晚上在夜校学习:6-7。
在日本殖民统治下的朝鲜，赵龙九一家生活日趋贫困。1939年冬，赵龙九的家已经是负债累累。全家人先是在京城的亲戚家躲了一阵。当时日本人在占领中国东北后，成立了开拓团，大量迁移朝鲜人到东北务农。1940年初，赵龙九一家渡过鸭绿江进入中国东北，几经漂泊，最终在吉林省永吉县岔路河的佛堂村安顿下来。佛堂村是个朝鲜族为主的村落，热情的村民使赵龙九一家重新点燃了生活的希望。当时赵南起13岁:8-9。年逾七旬的赵东植来到中国后却更加思念故土，情绪越发低落，身体每况愈下。他原本以为，在中国东北会不见或少见到日本人，可是东北也是日本人的天下。半年后，赵东植决定返回朝鲜。赵龙九很讲孝道，不敢违背老人的意见，于是让赵南起的弟弟赵南元陪老人回到了朝鲜。赵东植回到朝鲜不久病逝。几十年后，韩国政府在其墓地竖立了“独立运动功勋纪念碑”，并在国家独立纪念馆开设了其领导“三一运动”的专栏:10。
留在中国东北的赵南起又重新读了两年书，并在家里帮助干农活。之后，他在镇上的商业联社当了一名伙计。早年颠沛流离的生活磨难使赵南起比同龄人成熟很多，得到店主的赏识而很快被转为正式的店员，负责承办商业联社与各村的联系工作。:10-11

### 早期生涯
1945年8月15日，日本无条件投降后，东北地区在一段时间内处于无政府状态。国民党在美国的支持下重兵出关，并派大量接收人员进入东北，同时收罗伪满警察、宪兵、特务、地主武装、土匪发展反共势力，迫害朝鲜族。与此同时，中国共产党在东北抗日联军和东北党组织的配合下，开赴东北在解放区建立人民政府:10-11。当时，赵南起听说吉林市有个以解放包括朝鲜族在内的各族人民为宗旨，让各族人民翻身做主人的共产党外围组织“吉林民族解放同盟”。1945年9月，他步行100里来到吉林市找到“吉林民族解放同盟”总部，提出加入中国共产党和东北民主联军的要求。一位叫梁焕俊的干部热情地接待了他，并介绍他加入了“吉林民族解放同盟”。赵南起当时是岔路河口地区的唯一一位民族解放同盟盟员，分配给他的任务是在岔路河口地区发动、组织群众，迎接东北民主联军队伍:13-14。
岔路河口地区当时是政治真空地带，但国民党势力较强，土匪成了国民党的别动队，无恶不作，对倾向于共产党的人格杀勿论。刚刚摆脱日满殖民统治的民众又陷入新的灾难。回到岔路河口后，赵南起以“吉林民族解放同盟”的名义建立起了维护群众安全的自卫队。当时土匪早就放出风“谁敢组织自卫队，就要谁的命，而且要杀他全家”。但他还是利用自己在商业联社的人脉建立起100多人的自卫队。通过收集日本人和伪满警察丢弃的武器，自卫队成员把自己武装起来，在各朝鲜族村落巡逻，对小股儿的土匪起到了震慑作用，并在群众中建立起了威信。:14-15
1945年10月，东北民主联军的队伍开始进入岔路河口地区，共产党员高山等人在岔路河地区建立了秘密的共产党地下区委。赵南起马上与高山建立了联系，将自己组建的自卫队置于岔路河区委领导之下。当时的东北民主联军刚刚从长春被迫撤出，处境比较困难，人地两生，加之群众对民主联军能否坚持下去存在疑虑，部队粮食供给严重短缺，经常出现断粮的现象。赵南起得知此事后，主动提出到朝鲜族村落为部队筹粮20万斤大米。当时部队派专人筹粮能搞回千把斤杂粮就是很不错了，因此高山对赵南起很惊愕。他决定让赵南起试试，并嘱咐不要搞平均摊派。当年岔路河地区的水稻收成不错，赵南起在朝鲜族群众中提出了“迎亲人，献粮表心意”的口号，结果在岔路河和周边8个村子200多户的朝鲜族居民中筹集了25万公斤的大米。这在当时是件非常了不起的事情，对于东北民主联军来说是雪中送炭。赵南起也开始得到各级领导的注意。:16-17
1945年12月，吉林省第一次人民代表大会在岔路河召开。东北民主联军副司令周保中将军主持了会议，并被选举为吉林省政府主席。大会还举行了岔路河地区最后一批大米的捐献仪式。当晚，周保中会见了赵南起，并同意赵南起和他的自卫队加入民主联军。之后，赵南起的自卫队被编入吉林军区警卫团。周保中还将赵南起保送到东北军政大学学习。在东北军政大学，赵南起学到了什么是阶级、剥削，解开了从小困惑他的问题，世界观和人生观都发生了变化。学习期间，他还苦学汉语，使汉语水平得到极大的提高。1946年12月，赵南起被选为首批5名优秀学员之一，提前半年结束了军校的学习，投身到土地革命的运动中去。:19-211947年2月，赵南起加入中国共产党。
px|

### 朝鲜战争时期
1950年朝鲜战争爆发后，赵南起随首批抗美援朝志愿军入朝参战，担任志愿军司令部作战处参谋:27-28。毛泽东的儿子毛岸英当时也是志愿军司令部作战处的参谋。两人分别担任彭德怀司令的俄语和朝鲜语翻译，直到毛岸英被美军飞机投放的凝固汽油弹焚烧而死:32-35。
第五次战役，美军經歷了志愿军的攻勢，同时也发现了中方后勤供应困难的短处。为此，志愿军总部决定将总部分为前线和后勤两个司令部。彭德怀的得力助手洪学智副司令员，点名将赵南起调到后勤司令部，计划运输部门。后勤在朝鲜战争中起到非常重要的作用，敌军采取“天上点灯，地上撒铁钉，地下炸出坑”等各种方法阻止志愿军后方汽车运输。1951年夏，朝鲜发生了40年不遇的大洪水，60%的物资无法运输。1951年8月，敌军集中80%的空中力量对志愿军的后方交通进行“空中绞杀”。赵南起经过研究发现，运输环节的关键困难是运输物资在桥梁受阻。为此，他提出了“短途接力运输”的方法，即物资过鸭绿江后，分区段，利用各种力量、各种路线和时机，将前线急需物资送到第一线。一条“截不断、炸不烂的钢铁运输线”开始在志愿军后方形成。志愿军的汽车损失率由原来的40%减少到百分之零点几。:37-39
1952年10月，美军对志愿军在上甘岭发动了大规模的“金化战役”。应战的志愿军15军，弹药、药品消耗惊人。10月27日上午10时，志愿军后勤司令部收到了限28日拂晓前必须为15军补充2万枚手榴弹的紧急任务，赵南起负责组织、调度这一紧急运输任务。当时朝鲜境内的手榴弹的储备在秋季反击战中已经消耗无几，从中国调运最少也需3天的时间，而他却只有20个小时。当时丹东有8万手榴弹正在待运，火车运输没有把握，也难以保证时间。鉴于当晚天气较阴沉，赵南起提出换驾驶员不换车的方式分三段进行接力奔跑运输，沿途优先让行的方案。结果28日凌晨5时多15辆军车将3万枚手榴弹及时运到的15军。赵南起20多个小时没有离开电话机，一直全程注视运输全过程。:40
朝鲜战争期间，赵南起先后担任了计划运输科长、处长，经历了无数的困难，1958年，随志愿军最后一批回国。回国后，他作为志愿军的代表之一，受到了毛泽东和其他国家领导人的接见。:40-42

### 在吉林工作时期

#### 农村社教运动时期
赵南起回国后，一直在吉林省军区延边军分区做政治工作，1959年起担任过政治部副主任、主任、副政委和军分区政委。1964年，农村社会主义教育运动在全国范围展开。中共吉林省委组成社教工作团在珲春进行试点工作。赵南起主动要求担任敬信公社社教工作队党委书记兼队长。上级提出一手搞运动，一手搞生产，重点在前者的偏左方针:42-44。
在敬信公社，赵南起发现担任基层干部的都是生活最贫困的人，对党的事业无比忠诚，不存在“阶级界限不清”、“走资本主义道路”的问题。在一些大队，由于人们都不愿意当干部，甚至出现“轮流坐庄”的现象。此外，群众生活也令人寒心。延边解放近20年，敬信公社社员的生活还达不到一人一床被子，社员们吃的不是大米，而是类似野草的稗子:43-45。在其它公社，基层干部被一个个第撤职或被审查，而在敬信公社，基层干部却被赵南起一个个地解放。两个月后，赵南起宣布对所有干部的审查都已结束，95%以上的社队干部继续留任，只更换了一些年老体弱的干部。赵南起根据敬信公社的实际情况将运动和生产有机结合起来，力争在短时间内改善群众生活水平:46。
赵南起的做法当时被一些人指责是“右倾”。社教队的一位领导还专门找他谈话，批评他右倾错误。但他还是顶住压力，根据敬信地区的实际情况，实事求是。敬信地区由于地势低洼，地下水水位高，被称为种水稻的“禁区”。农民怕水稻被淹死，而不敢种水稻而是靠种稗子度日。赵南起经过调查研究后，组织有关人员制定了详细的水利计划，发动群众建设了排涝、防洪、电灌初步配套设施，使敬信地区有了7,700多亩的水田，占公社耕地的20%，结束了敬信不能种水稻的历史。赵南起的工作不仅得到了基层群众和干部的认可，也使上级领导意识到了农村社教运动存在的问题，要求纠正全盘否认基层干部，偏重运动，忽视生产的倾向。:46-47
1938年发生的张鼓峰事件，殃及了图们江口防川地区的中国居民，村民都被迫外迁。1957年，因图们江洪水泛滥，防川与中国内地的陆路交通完全断绝，成为一块无人居住的飞地。20世纪60年代初，根据赵南起的建议，延边军分区所属边防团进驻防川，18户居民也随之迁往该地，防川逐步发展成一个新的村落。通过此次防川移民，中国通过图们江出海的通道得以保全。

#### 文化大革命时期
1966年文化大革命爆发时，赵南起是延边军分区政委、延边军管会副主任兼生产办公室主任，主管全州生产。当时毛远新化名周进带领哈尔滨军事工程学院的学生进入延边造反。由于文化大革命由毛主席亲自发起，并且毛远新有特殊的身份，赵南起最初对文化大革命持拥护的态度。但过了一段时间，赵南起发现造反派砸烂一切，各级党政机构瘫痪，开始认识到这不是革命，而是对共产党和人民事业的破坏。当时，赵南起完全可以当局外人，凭借朝鲜族干部、军队干部这两块牌子和主管生产的名义，只要不与毛远新作对，就可以稳保自己的位置。但他认为这样做不是共产党员的作风，也是领导干部不称职的表现。:48
时任延边第一书记兼州长朱德海是在抗日战争胜利后为开辟和巩固东北根据地作出重要贡献，并在延边建设取得出色成绩的老党员、老革命家，曾多次受到周恩来总理的表扬。但文化大革命开始后，他却被毛远新一伙诬陷成“走资派”、“三反分子”、“卖国贼”、“地方民族主义分子”，把他置于死地:48-49。面对造反分子通过毫无根据地写假报告，欺骗组织和中央的行为，赵南起毅然予以制止和批评。他因此被毛远新横加了“保皇派总头目”的罪行，并被撤销了军管会的职务。赵南起也很清楚单凭自己的力量是不能改变既成局面的，但他并不肯低头。1967年11月，他被隔离审查。他的家被抄过几十次，几十本日记和个人相册也被抄走。他的夫人身心受到摧残，得了神经官能症，并被下放农村劳动。他的子女也遭到不公平待遇。造反派甚至用匕首刺伤了他年仅9岁的女儿。对赵南起的审查直到1972年4日才结束。之后，他被重新安排工作:49-52。
延边是文化大革命的重灾区之一，原本的民族政策遭到严重破坏，朝鲜族与汉族之间产形成了某些隔阂。文革结束后，群众的对立情绪也很浓。1978年4月，当时已经被提拔为吉林省军区副政委的赵南起被派到延边以中共延边自治州委员会第一书记、延边军分区第一政委的身份主管拨乱反正工作。他在工作中根据延边的实际情况，采取了“一碗水端平”的政策，在着重反对大汉族主义的同时，也反对地方民族主义，有效结束了延边群众的派别斗争，消除了文革遗留的余悸。延边的做法后来被中央组织部在全国范围推广。:53-57

#### 就任省委书记时期
1983年4月，赵南起由延边州委书记调任吉林省委书记（当时设有第一书记）。当时吉林的农村改革，特别是联产承包责任制的推行困难重重，落在其它省份的后面。吉林联产承包责任制改革的阻力主要来自下面的中层干部，农民当时有个顺口溜：“上边放，下边望，中间有个顶门杠。”为此，赵南起在上任后的4个月中，足迹踏遍全省几乎所有县市，与地县干部、基层干部和农民座谈，要求各级干部解放思想，按照中央一号文件的精神切将联产承包责任制落定实处。1983年夏，赵南起在九台县一个推广联产承包责任制取得明显成效的生产队，主持召开了全省农村工作经验交流现场会，使家庭联产承包责任制从此在吉林省全面展开。农民高兴地说：“过去我们对包产到户是望眼欲穿，可是有劲使不上。现在好了，‘上边放，下边望，中间领着我们干’。这次是真的要包产到户了。”1983年，吉林省农村家庭联产承包责任制的普及程度从1982年的30%迅速提高到95.5%，是吉林农村改革步伐迈得最大的一年。:60-62
农村改革过程中出现了一些先富起来的“万元户”。当时有人指责他们是搞资本主义，一些群众也对此有“红眼病”，部分基层干部对“万元户”也不敢支持甚至限制。1984年4月11-15日，赵南起召开了全省农村“两户”先进人物座谈会，为“两户”正名。吉林省“两户”的“冒尖人物”几乎都参加了会议。中共吉林省委领导接见了与会的全体代表，并合影留念，对“两户”提供精神支持:62-65。之后，赵南起又主持起草了当时颇具突破性的《关于农村专业户、重点户发展若干问题的规定》，并于1984年8月7日由吉林省委、省政府专门下达执行，为“两户”发展提供政策上的保障和支持:66。
赵南起在推行农村改革过程中还鼓励农业技术的研发。他在各种场合经常强调“没有科学技术的进步，农业现代化就是一句空话”。他要求彻底改变农业科研机制中的“大锅饭”弊端，对有突出贡献的科技人员予以重奖。当时四平地区农业科技研究所经过长期培育出一种玉米高产稳产新品种，使吉林的玉米产量增加了几十亿斤。赵南起对主要科研人员每人重奖了1万元。在1980年代，1万元相当于一个科研人员甚至领导干部全年工资的数倍:66-67。1983年，吉林粮食总产量较1982年增长了42%，创下粮食产量、商品粮供应量、人均粮食占有量、农业投入产出比增幅全国四项第一:69。
土地承包期的问题在1983年底变得尤为突出，成为农村改革能否继续深入发展的关键。赵南起在全省经济工作座谈会上指出：“土地承包时间短，肯定不利于稳定民心，不利于农田基本建设，同时容易造成对土地的掠夺性使用… …土地承包的年限到底多长合适… …应当尊重农民的意愿… …农民什么时候要求变，就什么时候变，不然就不变，把主动权交给群众。” :701983年12月，中共召开全国农村工作会议，会议原本准备出台比如支农工业品涨价，饲料粮涨价，搞社队企业八级累进税，农村集资等新政策。当时赵南起在会上发言，明确表示反对这些措施。他说目前农民最担心的就是搞“孙悟空政策”——多变，中央的两个一号文件表明党的农村政策是稳定的，我们应该给农民吃“定心丸”，而不是“伤心丸”。他同时主张以中央文件的形式对农村土地承包的年限作出明确的规定，并具体提出承包15年的建议。与会代表对他的发言反映强烈，特别是来自各省市的代表都赞同他的观点。大会专门就他的发言做了简报。1984年初，中央再次发出1号文件，明确规定：“土地承包期一般在15年以上。生产周期长的和开发性的项目，如果树、林木、荒山、荒地等承包期应当更长些。”:70-72
在赵南起的领导下，吉林省1984年粮食产量续1983年创下历史最高的275亿斤后，首次突破300亿斤，达到324亿斤，使吉林提前16年完成了原定在2000年粮食产量突破300亿斤大关的计划目标。:74

### 在总部工作时期
1985年4月，赵南起被调任总后勤部副部长兼副政治委员，1987年11月，赵南起在中共十三届一中全会上当选中央军委委员并出任总后勤部部长、总后勤部党委书记，成为解放军高级领导人之一。1988年9月，人民解放军正式恢复军衔制，赵南起被授予上将军衔，是首批被授予上将军衔的17名将军中唯一一位少数民族上将:2-3。赵南起出任总后勤部长时期正值中国全面改革开放时期。由于军费预算的增长赶不上物价的上涨，军费的实际数额出现负增长。总后勤部党委就此进行了多次讨论，赵南起表示：“钱少了要把事情办好。”他提出“对师以上机关少‘锦上添花’，对团一下部队多搞‘雪中送炭’”的方针，把对基层的保障放在突出位置上。出任总后勤部长后，赵南起每年都用三分之一的时间到基层做调查研究:75。
1980年代中后期，营房破旧成为影响基层部队建设的突出问题之一。许多部队住在1950年代建的“干打垒”房屋，有些部队甚至仍然住在日伪时期的营房。由于年久失修，这些营房破旧不堪，在严寒地区，一些部队战士冬天晚上要穿着棉衣、棉鞋睡觉。赵南起了解到这个情况后，总后勤部从1988年开始每年投入几亿元的经费用于营以下部队营房的建设。在他任职期间，总后勤部对营以下部队营房和设施的综合治理的投入高达几十个亿，全军一半以上的建制营住进了新营房。一些部队的官兵搬入新营房时都高兴地放起了鞭炮，流下热泪。:76-77
在解决部队居住问题的同时，赵南起还很关注部队的生活保障。一些边疆、边海地区的放哨所、雷达站、观通站和导弹分队等长期存在吃水难、看病难、吃菜难、洗澡难、取暖难等问题。部队官兵常年吃不上新鲜蔬菜，只能吃“鸡毛菜（脱水蔬菜）”、罐头、冻肉，健康受到影响。总后勤除在经费和物资供应方面对边远和艰苦地区实施倾斜政策外，每年拿出几亿元专款用于改善新疆、西藏部队和全军2,000多个“小、散、偏、远、苦”基层单位干部战士的生活补助标准，生活设施。与此同时，赵南起还着手让边远地区的部队在营区附近种植蔬菜、饲养家畜，与地方政府和科研机构合作建立副食品生产基地，从根本上解决问题。经过努力，到赵南起离任时，边远地区部队吃水难、洗澡难、看病难、取暖难的问题基本得到解决。高寒地区部队的蔬菜、肉和蛋的供应有了明显的改善。其中，驻南疆地区部队的蔬菜自给率达到了84%，肉食自给率达到76%，蛋、鱼自给率达到62%。:77-79
赵南起在任总后勤部部长期间，总后勤部有几十个三线工厂。这些工厂在市场经济的环境下面临着各种问题，效益受到很大影响，人才流失严重。为帮助这些企业摆脱困境，他做了一年多的调查研究工作。1988年，他带领工作组在承德实地考察总后勤部在那里的几个三线工厂，并准备以此为突破口，全面启动将总后勤部系统三线工厂从内地向沿海发展地区转移的战略。承德的几个三线工厂建在远离市区的山沟里，信息不灵、产品和原材料运输成本高。以前，工厂的一切都由国家和军队包下来，但在新的市场经济环境下，无法与开放城市的工厂竞争。赵南起为他们提出了先在大城市开分厂，站稳脚跟后逐渐扩大分厂规模，最终使分厂变成总厂的解决方案。承德被服加工厂转移到秦皇岛后，产值利税成倍增长，产品也很快打入国际市场。:80-81
邯郸钢铁厂是总后勤部最大的直属企业之一。为提高企业的竞争力，赵南起亲自领导了邯郸钢铁厂的技术改造。总后勤部给予该厂6年不用上缴利润（1亿元）的“放水养鱼”政策，用于技术改造投资。经过三年多的时间，邯钢钢产量由1987年的10万吨提高到30万吨，铁产量由15万吨提高到36万吨，成为全军创利大户。产品质量和企业技术水平发生了根本变化。但赵南起对此并没有满足，说：“从长远考虑，这个厂的危机仍然没有消除，必须进行第二次创业。”在国家计委的帮助下，工厂引进了世界上只有很少几个国家可以生产的高技术、高附加值的球墨离心铸铁管生产线。1993年5月，该生产线建成投产后，邯钢在这一领域成为国内的老大，并将产品出口到19个国家和地区。“八五计划”以来，邯钢国有资产年均递增29.7%，利税总额年均递增47%，五年创利等12项重要指标居全国57家地方钢铁骨干企业之首。:81-82
1992年10月，赵南起离任总后勤部部长，到军事科学院担任院长。他在任职期间组织人员对抗美援朝战争的历史及其对未来的影响进行了深入的研究，并积极支持大型军事文献教育片《较量》的摄制。他还为反映彭德怀司令在朝鲜战争经历的《北纬38度线》一书作序，并支持将该书改编拍摄成电影。1995年7月，赵南起正式退役。在军事科学院全院干部大会上，所有的干部以长时间的鼓掌向将军致敬。:87-88

### 政协副主席时期
1998年3月，赵南起在全国政协九届一次会议上被选为全国政协副主席，成为副国级领导人。在出任政协副主席时期期间，他对防治荒漠化、保护森林资源、保护生态环境作出了不懈的努力。1999年春，赵南起开始潜心学习、研究荒漠化的相关资料，在与专家举行座谈后，亲自赴内蒙古、宁夏、甘肃、青海的荒漠化地区调研。经过这次行程5,000公里的艰苦考察，他向国务院保送了《关于我国防治荒漠化面临的严峻形势及对策建议》的调查报告。报告第一次提出滥垦、滥牧、滥采、滥伐、滥用水资源是荒漠化的直接原因。他提出防治荒漠化的关键是要针对“五滥”进行治理。:89-90
同年9月，赵南起又在新疆阿尔泰山区和塔里木河进行了5,000公里的实地考察。之后，向中央提交了《关于新疆森林资源保护与生态环境建设情况的调查报告》及《五点建议》。他建议将防止荒漠化列为国土整治重点工程，尽早制定《防沙制沙法》，以及将新疆天然林保护纳入国家天然林保护工程，向塔里木河调水以保护胡杨林等重要建议，得到党中央和国务院的高度重视。:90-91
中国荒漠化问题专家慈龙骏教授称赵南起对荒漠化问题研究的很深，是行家里手。在此一年后，沙尘暴肆虐华北，殃及华南，甚至漂洋过海之时，“荒漠化”这个词才频频出现在媒体中。这表明赵南起对荒漠化问题投入了很大的心血:91。1999年7月27日，全国政协人口资源环境委员会、全国绿化委员会、国际林业局、国家广播电影电视总局、中国绿化基金会、中华全国新闻工作者协会在赵南起的提议下联合成立了“关注森林”活动组委会，他亲自出任组委会主任:94。
2000年，赵南起率调研组在广西跋涉4,000余公里，先后在桂林、柳州、百色、北海、南宁等地考察调研。之后，他向中央提出了生态移民和发展农村沼气的两项重要建议。国务院有关部门将生态移民和农村沼气建设列为生态建设的两项关键措施，并大幅增加投资力度。:91
2000年4月，时年73岁的赵南起以全国政协副主席的身份率团访问韩国，期间造访了他的家乡忠清北道清源郡，这也是赵南起在12岁离开家乡后首次回乡造访。
2001年秋，赵南起先后在湖南怀化，吉林通化、白山，内蒙古伊克昭盟等地开展关注森林宣传调研活动。他提出农民增收不仅要靠农业，还有着眼于林业。将农村剩余劳动力、宜林荒山荒沙荒地、高价值树种三大资源充分利用起来，能成为中国农村的又一次革命。赵南起还考察了素有“死亡之海”之称的库布齐沙漠和东达蒙古王集团的治沙基地，对企业参与治沙给予了肯定。:95
2002年7月，赵南起在从河北塞罕坝的红山军马场考察绿化回京后，与国家林业局、全军绿化委员会、北京军区的有关负责人，对为如何让部队参与国土绿化创造更好的条件进行了专题研究。之后，他提交了《关于新形势下部队进一步参与国土绿化的建议》，并被相关部门很快落实。:94
通过调研、考察、呼吁和各种形式的宣传，赵南起与各级领导和部门对荒漠化问题达成了共识。荒漠化治理被提到国家经济工作的重要议事日程。2003年1月14日，在关注森林总结表彰大会上，全国政协主席李瑞环对赵南起说：“你做了一件大好事，一件永远都没有错的事。” :96
2003年3月，75岁的赵南起在全国政协十届一次会议后卸任全国政协副主席，以副国级领导人级别退休。

### 卸任以后
赵南起曾推动电影《北纬三十八度线》的拍摄，但因中国政府为避免刺激美国封禁电影，自2001年911事件后，朝鲜战争题材作品在中国大陆成为禁忌。2013年，赵南起上书建议拍摄《彭德怀》。此后作为涉及朝鲜战争的电视剧《彭德怀元帅》，因得到中国最高领导人习近平的批准，得以播出。赵南起担任此片的总顾问。最终在2016年，电视剧《三八线》打破了这种政治禁忌。
2018年6月17日23时12分，赵南起在北京逝世，享年91岁。官方评价他是“中国共产党的优秀党员，久经考验的忠诚的共产主义战士，无产阶级革命家，杰出的民族工作领导人，我军现代后勤建设的领导者”。6月25日，赵南起遗体在北京八宝山革命公墓火化，中共中央总书记习近平、中共中央政治局常委李克强、栗战书、汪洋、王沪宁、赵乐际、韩正和国家副主席王岐山、前中共中央总书记胡锦涛等前往送别。同日，新华社发布赵南起同志生平。《生平》高度评价了赵南起的一生，称他“始终保持我党我军艰苦奋斗的优良传统，赢得了全军官兵和人民群众的尊敬和爱戴”。

## 廉政作风
赵南起认为廉洁、公正、一心为公、不谋私利是共产党员的基本标准，对于领导干部至关重要。赵南起工作调动频繁，但每次调动工作，他都不允许搞欢迎活动和欢送宴会。1983年4月，他从延边州委书记调任吉林省委书记时，延边各地组织、群众都要他过来与大家见见面告个别。他对此很不安，他说：“从感情上讲，要离开延边了，确实有些恋恋不舍，应该与这里的干部群众打个招呼。可是，如果要到各单位告别，就免不了要吃饭、喝酒，而且去了这个单位，不去那个单位，又会摆不平。走一个单位吃一顿饭，一路吃喝下来，就会在群众中造成恶劣影响。”最终，他决定不到任何单位告别，直到要离开延边的前一天才告诉司机，检查下车辆，加满油，把车径直开往长春。1985年，赵南起从吉林省委书记调任总后勤部副部长时，他也是不到任何单位吃一顿饭，独自低调乘坐火车去了北京。1992年，他离开总后勤部到中国军事科学院时，也是如此。:85-86
作为领导干部，赵南起难免会遇到别人送礼求他办事。他对此的原则是办不办事主要看事情本身合不合理。确实应该办的事情，无论是什么人都要尽力去办。如果是违背原则的事，则坚决不办。除了亲属、亲友送的礼物，他对于送上门的礼品都一律退还。如果无法退还，是钱，他就以送礼者的名字暂存在银行，有机会就连本带息一并返还；是物，则送到总后勤部直属分队给战士改善生活。对于保存期很短的食品，他就按价格折合成现金返还本人或上交组织。1992年，他离开总后勤部时，他还专门清理了下欠账，将1,000元现金，1,000多斤粮票、一架照相机作为特殊党费上交组织。:87